# Charles Biefer
Charles Biefer (* 1896; † im 20. Jahrhundert) war ein Schweizer Wasserballspieler.

## Karriere
Biefer nahm erstmals 1920 an Olympischen Spielen teil. In Antwerpen erreichte er mit der Schweizer Nationalmannschaft den neunten Rang. Vier Jahre später folgte bei den Spielen in Paris mit der Wasserballmannschaft Platz zehn.